# Geometricae
Geometricae es una revista de arte especializada en la Abstracción geométrica. Fue fundada en Valencia, España, en 2015 por un grupo de artistas y críticos de arte bajo la dirección del arquitecto Gianfranco Spada.

## Contenido
Geometricae publica contenido multilingües sobre arte abstracto geométrico, como entrevistas y reseñas, dando a conocer la actualidad de las exposiciones internacionales y divulgando obras de arte geométrico tanto de artistas emergentes como de los consagrados. Las publicaciones han incluido entrevistas a familiares de Max Bill, Eusebio Sempere y conversación con Carlos Cruz-Diez, entre otras.